# Grandiungus promicrops
Grandiungus promicrops is een eenoogkreeftjessoort, de plaatsing in een familie is nog onzeker. De wetenschappelijke naam van de soort is voor het eerst geldig gepubliceerd in 1952 door Pearse.